# Vila Fernando (Elvas)
Vila Fernando é uma povoação portuguesa do Município de Elvas que foi sede da extinta Freguesia de Vila Fernando, freguesia que tinha 51,43 km² de área e 316 habitantes (2011).
A Freguesia de Vila Fernando foi extinta em 2013, no âmbito de uma reforma administrativa nacional, tendo sido agregada à Freguesia de Barbacena para formar uma nova freguesia denominada União das Freguesias de Barbacena e Vila Fernando com a sede em Barbacena.
Vila Fernando foi vila e sede de concelho até ao início do século XIX. Este era constituído por uma freguesia e tinha, em 1801, 256 habitantes.

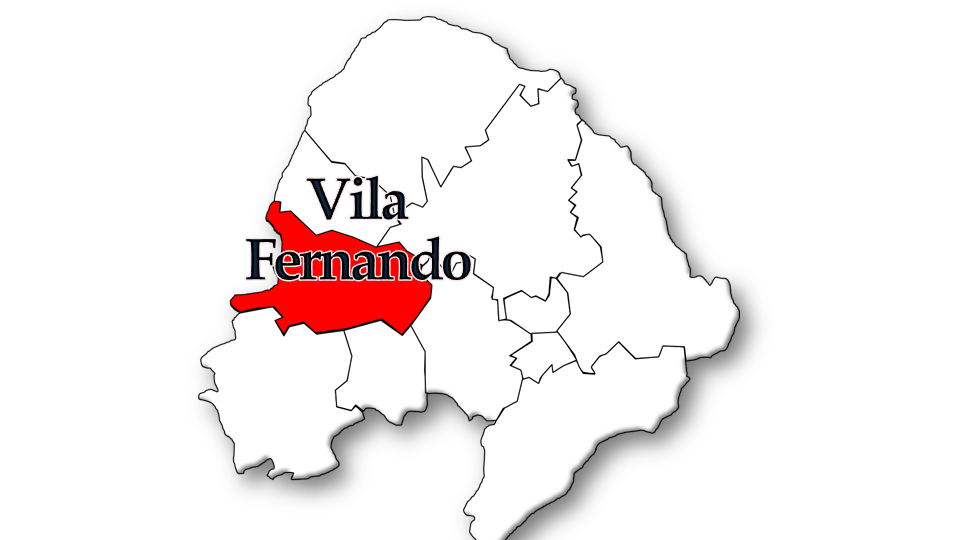
Localização no Município de Elvas

## População
| População da freguesia de Vila Fernando | População da freguesia de Vila Fernando | População da freguesia de Vila Fernando | População da freguesia de Vila Fernando | População da freguesia de Vila Fernando | População da freguesia de Vila Fernando | População da freguesia de Vila Fernando | População da freguesia de Vila Fernando | População da freguesia de Vila Fernando | População da freguesia de Vila Fernando | População da freguesia de Vila Fernando | População da freguesia de Vila Fernando | População da freguesia de Vila Fernando | População da freguesia de Vila Fernando | População da freguesia de Vila Fernando |
| --------------------------------------- | --------------------------------------- | --------------------------------------- | --------------------------------------- | --------------------------------------- | --------------------------------------- | --------------------------------------- | --------------------------------------- | --------------------------------------- | --------------------------------------- | --------------------------------------- | --------------------------------------- | --------------------------------------- | --------------------------------------- | --------------------------------------- |
| 1864                                    | 1878                                    | 1890                                    | 1900                                    | 1911                                    | 1920                                    | 1930                                    | 1940                                    | 1950                                    | 1960                                    | 1970                                    | 1981                                    | 1991                                    | 2001                                    | 2011                                    |
| 422                                     | 486                                     |                                         |                                         |                                         | 1 033                                   | 1 120                                   | 1 106                                   | 1 144                                   | 935                                     | 577                                     | 549                                     | 430                                     | 353                                     | 316                                     |

Nos censos de 1890 a 1911 estava anexada à freguesia de Barbacena

## História

### Colónia Correcional de Vila Fernando
Na herdade de Vila Fernando foi criada a Escola Agrícola de Vila Fernando a 6 de Outubro de 1895, com o objetivo de receber e educar menores, vadios, mendigos, desvalidos e desobedientes. Esta escola ocupou uma área de 777 hectares, com 7 a 8 hectares de edifícios, destinando-se o restante à exploração agrícola, permitindo a produção a grande escala de trigo, aveia, cevada e centeio (produtos próprios da região) e de legumes, vinha e olival. Havia ainda criação de gado e matas de azinheiras e sobreiros cujo objetivo era servir para a engorda dos animais ali criados e também para a produção de cortiça.
Em 1901 a sua designação foi alterada para Colónia Agrícola Correccional de Vila Fernando e, em 1925, apenas Colónia Correcional de Vila Fernando.

## Património
- Anta dos Serrones I
- Anta dos Serrones II